# ロット・イーテーン
ロット・イーテーン（タイ語:รถอีแต๋น）はタイ王国で製造している農業運搬用の改造自動車である。

## 概要

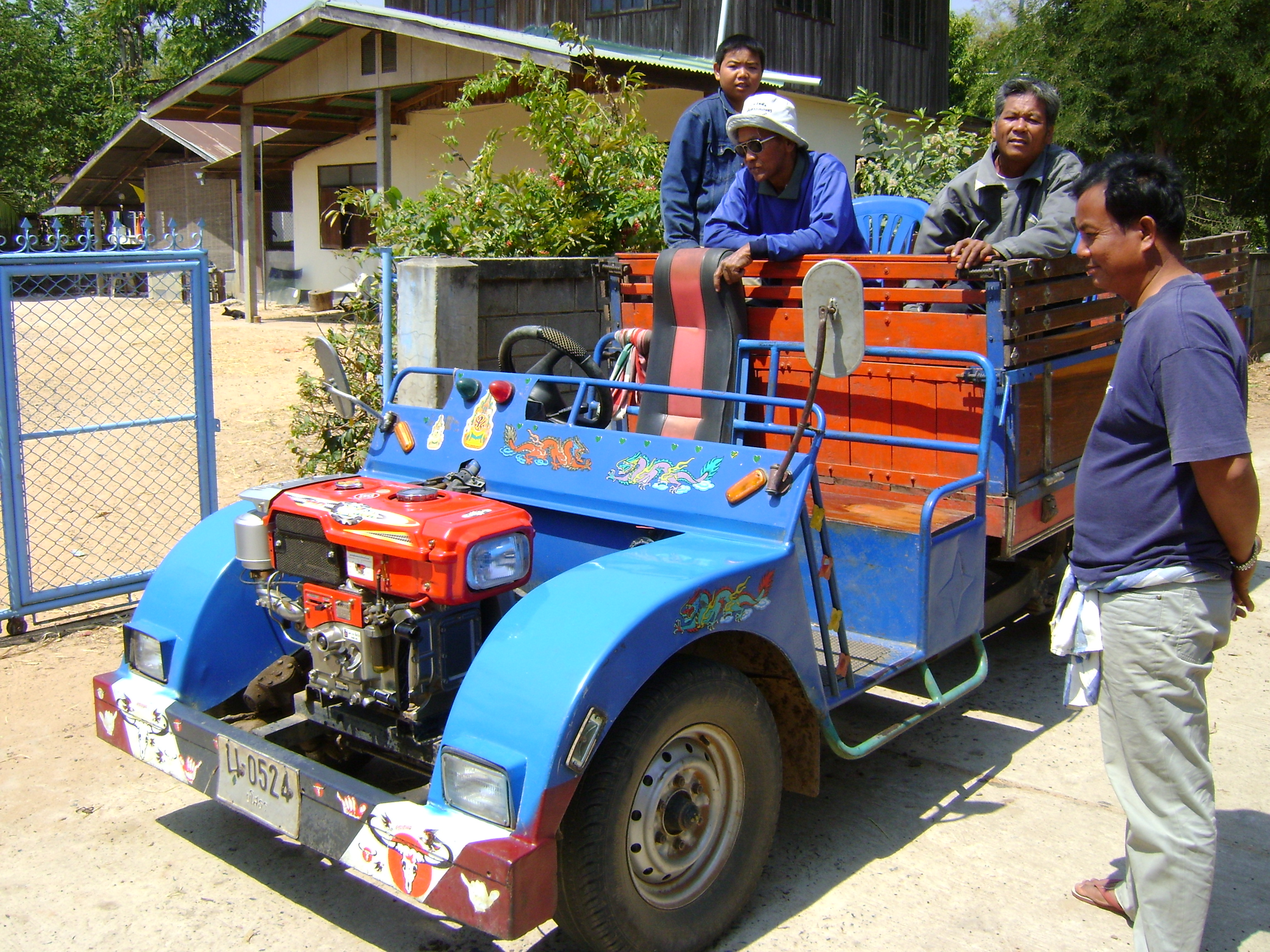
ローイエット県自家改造イーテーン

ロット・イーテーンは、主に農業に用いられる改造車で、タイ国内で生産されている。単気筒ディーゼルエンジン、燃料噴射ポンプ、着火装置、ギアなどを自動車部品から流用して組み立てる。部品により新品、中古部品を組み合わせて構成するが、クボタのトラクターや耕耘機、または日本からの中古部品がこのまれて利用される。また農産物が載せられるように木の棒で荷台を組むことも多い。
現在でもタイ国内の多くの工場でロット・イーテーンが製造・改造されているが、車の所有者や技術者が自分で組み上げてしまうこともある。
ロット・イーテーンの名前の由来は様々あり、方言で『サイ』を意味する「サレーンテーン」（สะแหล๋นแต๋น）であるとも、『速度が遅い』という意味の「ウィン・ベープ・テーン」（วิ่งแบบแต๋น）であるともいわれている。また様々な呼び名があり、「ロット・ガセート」（รถเกษตร）、「ロット・ガセータガム」（รถเกษตรกรรม）、「ロット・コンターイガーンガセー」（รถขนถ่ายการเกษตร）、「ロット・タイランド」（รถไทยแลนด์ ）などと呼ばれる。

## 発展
主に農業用に利用され、様々な農地でよく見ることのできたロット・イーテーンであったが、現在、利用者の要望によって様々な用途に改造が施され、発展している。
- タンクイーテーン‐2,000リットルから6,000リットルのタンク搭載。農業や街路樹の水遣りに利用する。ゴルフ場、市場、工業団地等で見ることができる。さらにタンクに給水ポンプと給水ホースを取り付けて、給水車や消防車として利用することができる。
- ごみ収集イーテーン‐廃棄物の収集を行う。後部荷台を持ち上げることができる。
- トラックイーテーン‐原材料の運搬、製品の搬出、ごみ収集など様々な工業で使用されている。コストが安く済み、単気筒ディーゼルエンジンであっても、2、3トンの重量の運搬が可能である。

また、タイで生産されたロット･イーテーンはラオスなどの近隣諸国にも輸出されており、ロット・タイランド（タイ車）と呼ばれている。

## 車両登録
ロット・イーテーンは法令に基づき陸運局において車両登録し、毎年自動車税を支払う必要がある。公道上での使用は仏暦2525年省令にしたがって行われる。さらに仏暦2552年（2009年）の自動車法によると、車体重1600kg、車体長6m、同幅2mを越えないこと、形体は4輪もしくは3輪、前照灯、尾灯、方向指示器などの電気系統を持ち、サイドミラーが取り付けられていることなどが公道での使用基準となっている。

## 関係項目
- 耕耘機
- トラクター
- マルチカー
- 農民車 - 兵庫県淡路島で製造、使用されている同種の車両。日本の道路交通法の区分では小型特殊自動車に分類される。